# Szadzenie
Szadzenie – zjawisko fonologiczne polegające na zastąpieniu szeregu spółgłosek zębowych zwarto-szczelinowych [t͡s, d͡z] ⟨c, dz⟩ i spółgłosek zębowych szczelinowych [s, z] ⟨s, z⟩ szeregiem spółgłosek dziąsłowych [t͡ʂ, d͡ʐ, ʂ, ʐ] ⟨cz, sz, ż, dż⟩. Jego powstanie wynikło z przesadnego unikania mazurzenia, które w tym przypadku jest procesem do niego odwrotnym. To cecha typowa dla obszaru granicznego gwar mazurzących z niemazurzącymi, np. Suwalszczyzny.
Przykłady słów z szadzeniem zanotowane w gwarach według Atlasu Gwar Polskich: proszo zamiast „proso”, bydlęczy zamiast „bydlęcy”, szmalec zamiast „smalec”.
Formy z szadzeniem niekiedy wypierały pierwotne formy z języka literackiego. Za przykład takiego zjawiska można wskazać współczesne słowo żubr na miejscu pierwotnego stpol. zubr lub ząbrz, zachowanego w nazwach miejscowych, takich jak Zambrów czy Zembrów.
Nazwa szadzenie pochodzi od słowa sadzić w znaczeniu „robić coś na siłę”, które było wymawiane przez ⟨sz⟩ jako /ˈʂaʥ̑iʨ̑/, jako wynik hiperpoprawności.